# Phoenicagrion karaja
Phoenicagrion karaja là một loài chuồn chuồn kim trong họ Coenagrionidae.
Phoenicagrion karaja được miêu tả khoa học năm 2010 bởi Machado.